# بادریاش
بادریاش (انگلیسی: Badryash) یک شهرک در شهرستان یانائولسکی استان باشقیرستان کشور روسیه است.